# 民主鞏固
民主鞏固是新興民主政體趨向成熟的過程，其方式是在沒有外部衝擊的情況下不太可能恢復威權主義，並被視為一個國家內唯一可用的政府制度。當當前的民主制度成為“城裡唯一的遊戲（規則）”時，一個國家可以被描述為鞏固的，這意味著該國沒有人試圖在既定制度之外採取行動。 沒有重要的政治團體認真地試圖推翻民主政權，民主制度被絕大多數公眾視為最合適的治理方式，所有政治行為者都習慣於衝突是通過既定的政治和憲法規則解決。 自 1992 年以來，民主國家的數量一直多於獨裁國家的數量，並且隨著各國經歷鞏固進程，這一數字還在繼續增長。 民主鞏固的概念是有爭議的，因為除了那些簡單地使它們“更有可能”繼續作為民主國家的因素之外，尚不清楚新的民主國家發生了什麼實質性的事情來確保其延續。許多學者試圖解釋導致民主鞏固的因素，這導致學術文獻中出現了不同的“鞏固理論”。未鞏固的民主國家經常遭受形式化但斷斷續續的選舉和庇護主義的困擾。

## 整合指標
當滿足以下幾個或所有條件時，民主被廣泛認為是鞏固的。首先，隨著時間的推移，民主必須具有持久性，包括（但絕不限於）堅持民主原則，如法治、獨立的司法、競爭性和公平的選舉，以及發達的公民社會。 一些理論家認為，這種將民主灌輸到政府機構中的次要過程是鞏固發生的方式。民主還必須被其公民接受為政府的統治形式，從而確保穩定，並再次最大限度地減少以犧牲個人自由為代價的強制執行或倡導嚴格服從權威的制度的風險。
政黨的存在也是促進民主鞏固的一個指標。 學者們認為，政黨是動員選民支持和加強政治參與競選公職的首要途徑。 為了使政黨通過政治整合充分發揮其對國家發生正面助益的潛力，政黨必發展其結構和框架以促進政治宣傳。 此外，Terry Clark 認為，為了充分促進民主鞏固，政黨系統必須由不止一個政黨組成，但又不能過於分散或兩極分化。
社會經濟因素也可以成為鞏固民主的關鍵指標。 根據歷史紀錄，強勁的經濟發展可以在一個國家之內提升其民主理想。

## 鞏固理論

### 制度化
一些學者認為，民主鞏固的過程涉及民主次級制度的創建和完善。例如，Linz 和 Stepan 表示，支持和圍繞選舉的機構的存在鞏固了民主。他們區分了一個國家必須具備的五個條件，以鞏固民主；首先，需要有一個“公民社會”，他們將其描述為“一個政治舞台，在這個舞台上，自我組織和相對自治的團體、運動和個人試圖表達價值觀，建立橫向連結和團結，並促進他們的利益”。其次，必須有一個相對自治的“政治社會”，這是政治行為者相互競爭合法統治權的舞台。第三個條件是在整個國家領土內的所有行為者都受到法治的約束。第四，要有現成的國家官僚體系已經準備好供民主政府使用。最後，必須有一個制度化的經濟社會，Linz 和 Stepan 的意思是鞏固的民主不能與命令經濟共存，也不能與純粹的自由市場經濟共存。因此，根據其說法，為了鞏固民主，需要有一套經濟規範、制度和法規來調節國家和市場之間的關係。

### 非正式制度
O'Donnell認為，選舉規則的制度化並不是鞏固民主最有趣的特徵。他認為，學者們過分關注正式制度作為鞏固的驅動力，而往往忽視了一個國家的非正式體制。非正式的規則和規範通常會影響各種政治行為者的行為和期望。他的研究方法是將正式的制度規則（例如憲法）與行為者的非正式實踐進行比較，認為在許多國家兩者之間存在“差距”。當系統中的參與者遵循（非正式制度化）民主制度的正式規則時，這種觀點就會得到鞏固。

### 公民文化
政治文化與民主鞏固有關。加布里埃爾·阿爾蒙德和西德尼·維巴指出，公眾對政府的參與和對政府的態度對於民主轉型和鞏固具有重要意義。 一些學者認為政治寬容和對制度的信任對鞏固民主很重要。

### 勞務移民
民主鞏固障礙之一是人才流失，即發展中國家的高技能工人遷移到高收入和資本豐富的國家。由於缺乏高技能的專業人員，這給發展中國家的許多新興民主國家帶來了指導有效治理的問題。

## 例子

### 墨西哥
墨西哥是否是一個完全鞏固的民主國家引起了很多爭論，但這個過程顯然已經在該國開始了。在墨西哥革命制度黨70多年的專制統治之後，墨西哥政治已經轉變為競爭性的多黨制。 他們的法院是獨立的，可以制衡其他政府部門的權力，媒體審查制度正在慢慢放鬆其控制。最近的政治結果，例如2018 年總統選舉的結果，表明革命制度黨不太可能重新獲得對國家的唯一權力。

### 西歐
總的來說，西歐各國是充分鞏固民主的典範。例如，英國和荷蘭都不太可能恢復威權君主制，因為它們採用了通常與完全鞏固的民主制度相關的方面：堅持法治，它們經常組織公平且具競爭性的選舉，而且有發達的公民社會。